# Isla de Chira
Chira es una isla en el Golfo de Nicoya, y el duodécimo distrito del cantón de Puntarenas, en la provincia de Puntarenas, de Costa Rica.

## Toponimia
El origen del nombre de la isla está en una antigua leyenda chorotega. Esta habla de que Nacaome, un poderoso sacerdote del dios Jaguar, regaló esta isla a la bella princesa Chira como obsequio de bodas, después de que él la robo de su tribu. Según la leyenda, Chira fue la primera persona que habitó en la isla.

## Historia
Se cree que los primeros pobladores de la isla Chira fueron aborígenes pertenecientes al Área Intermedia, esto por los prolíficos hallazgos especialmente en la producción de cerámica negra, de tipo «murillo aplicado», cuya área de distribución alcanzó el istmo de Rivas. Esta cerámica de tipo monocromo presenta una tipología e icono-morfología de cánones istmeños similares a los hallados en el área arqueológica de Gran Chiriquí. Este antiguo pueblo chirense pudo estar emparentado étnicamente con los corobicíes, que habitaron el valle del río Tempisque hasta que fueron desplazados, a partir del siglo VIII, por un pueblo indígena de origen mesoamericano, los chorotegas, que se asentaron en la zona de Guanacaste, la península de Nicoya, las islas del golfo de Nicoya y el valle del río Tempisque alrededor del siglo VIII. Se cree que las islas del golfo de Nicoya jugaron un importante papel en el intercambio comercial de los indígenas de Nicoya con las de otras culturas de Mesoamérica, como los mayas. Además de la cerámica, las perlas y la sal habrían sido recursos de alto valor comercial para los habitantes de la zona. 
A la llegada de los españoles a Costa Rica, la isla Chira formaba parte del reino de Paro, cacicazgo que incluía las otras islas del archipiélago del golfo de Nicoya y parte del litoral oeste de la península de Nicoya. Gil González Dávila la visitó en 1523 cuando recorrió la costa pacífica costarricense, adentrándose hasta Nicoya y Nicaragua. En esta visita los españoles recogieron 468 pesos de oro. Según las crónicas españolas, los habitantes del reino de Paro hablaban una lengua que no era la chorotega ni la mangue, predominantes en los otros reinos chorotegas. Es posible que esta lengua estuviese más bien relacionada con las culturas del Área Intermedia. Estas crónicas, sumándose a los hallazgos arqueológicos, hace suponer que en Chira y en las islas circunvecinas existía un bolsón étnico y lingüístico, es decir, la convivencia de varias etnias que hablaban distintas lenguas. Los arqueólogos han encontrado diferentes restos de herramientas de la historia precolombina de la isla: piedras de puntas de lanza, de arcos y flechas, raspadores, tinajas, piedritas de adivinación, diferentes piezas mortuorias, restos de piedras de moler cacao y maíz, incensarios, metates, pebeteros, efigies de dioses, figuras de oro y jade, ocarinas, ollas de barro, cerámica, alfarería, jorongos, comales y cántaros. Cuenta el cronista Gonzalo Fernández de Oviedo y Valdés, que los aborígenes de Chira tenían libros de cuero de venado en los que escribían con tinta roja y negra, pero fueron destruidos por los conquistadores españoles, perdiéndose esta fuente de información. A principios del siglo XX, fue encontrado en la isla de Chira un libro de jeroglíficos que fue llamado el «misal chorotega», el cual luego se extravió sin conocerse su paradero. Este misal capturaba la sabiduría de sanación de los antiguos pobladores de la isla.
Tras la fundación de villa de Bruselas por Francisco Hernández de Córdoba en 1524, la isla de Chira formó parte del primer ciclo económico durante el periodo de conquista, comunicando dicha ciudad con Nicoya por vía marítima. En 1526, para consolidar la presencia española en la zona, la isla fue escenario del desembarco del entonces gobernador de Castilla del Oro, Pedrarias Dávila, quien con mucho aparato y magnificencia, tomó posesión de la isla, acompañado de numerosos soldados y un sacerdote. Se realizó una celebración religiosa para conmemorar el Domingo de Ramos, así como se acordó construir una iglesia sobre los templos indígenas, cuyos ídolos de oro fueron destruidos.

### Distrito
Chira como distrito que abarca el área de esta isla fue creado el 28 de septiembre de 1998 por medio de Decreto Ejecutivo 27396-G. Le corresponde el código postal 60113. Durante mucho tiempo Chira era parte del distrito de Manzanillo.

## Ubicación
Chira se encuentra en la costa pacífica costarricense, específicamente en el Golfo de Nicoya, en el cual desemboca el Río Tempisque. Es la isla más grande del pacífico costarricense y la segunda isla de mayor extensión de Costa Rica. Un 80 % de su contorno está rodeado por la provincia de Guanacaste siendo Nandayure y Abangares los más cercanos a dicha isla.

## Geografía
Chira cuenta con un área de 42,02 km² y una altitud media de 15 m s. n. m.
Es la segunda isla de mayor extensión superficial en Costa Rica, sólo superada por la Isla Calero, que tiene una superficie de 151,6 km². 
Una entrada de agua hace mostrar que un fallo geológico ha dado lugar a que parte de la tierra se sumerja, dando lugar a un paisaje en el que sólo se puede observar lo que antes eran las partes altas.

## Demografía
Para el año 2022, Chira cuenta con una población estimada de 1819 habitantes, y para el último censo efectuado, en 2011, Chira contaba con una población de 1576 habitantes.
Se cuenta con datos previos a la creación del distrito de 1883 y 1892. 

## Localidades
Tres aldeas conforman el núcleo principal de su población, localizados en el extremo septentrional de la isla.
- Cabecera: Nancite.
- Poblados: Bocana, Lagartero, Montero, Pilas, Pochote, Puerto Coloradito, Puerto Mauricio, Puerto Palito.

## Economía
Gracias al apoyo de universidades estatales se han establecido y organizado actividades ecoturísticas y sostenibles de gran beneficio para la comunidad y ecosistemas locales, tales como la Asociación de Pescadores Artesanales, de Mujeres Artesanas y de Mujeres Sembradoras de Piangua.

## Conservación
Chira contiene la mayor biodiversidad de flora de bosque tropical seco en Costa Rica. La parte oriental está dominada por manglares.